# Rudgea apodantha
Rudgea apodantha är en måreväxtart som beskrevs av Paul Carpenter Standley. Rudgea apodantha ingår i släktet Rudgea och familjen måreväxter. Inga underarter finns listade i Catalogue of Life.